# Inkarnat

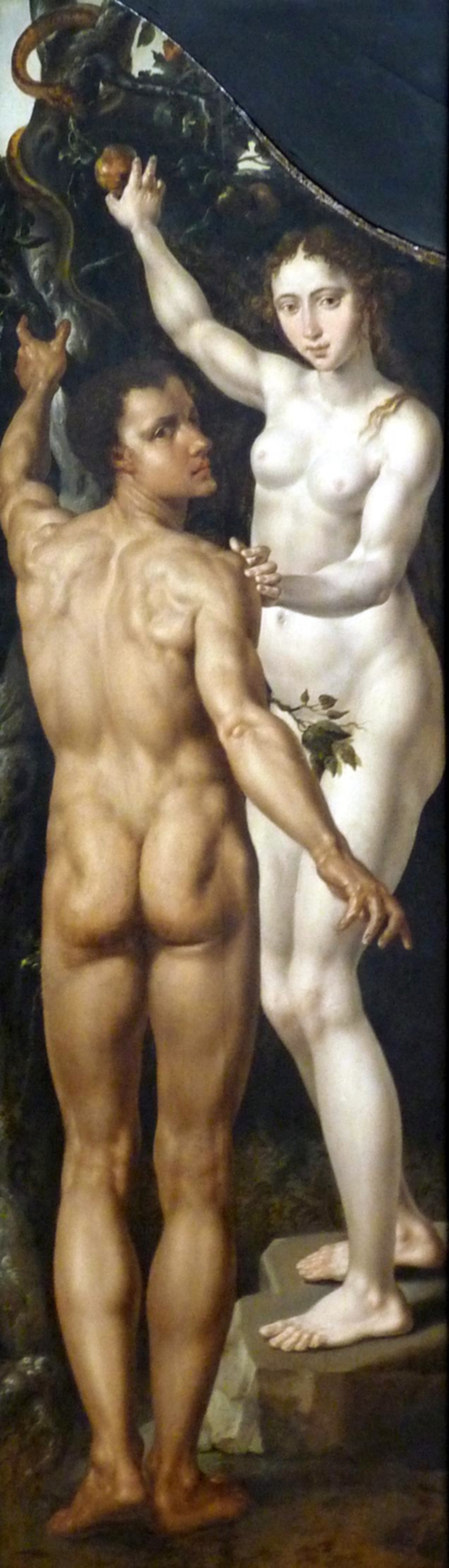
Adam und Eva (Maarten van Heemskerck, Musée des Beaux-Arts de Strasbourg). Die verschiedenartigen Fleischtöne dienen zur Hervorhebung des Geschlechtsunterschiedes.

Inkarnat (auch Karnat, Karnation, Fleischton, Fleischfarbe oder Hautfarbe), von lat. caro, Gen. carnis = „Fleisch“, bezeichnet die Hautfarbe hellhäutiger Menschen in der Kunst.

## Inkarnat
Inkarnat ist ein Begriff aus der Kunst, genauer aus der Malerei und der Fassmalerei (Bemalung von Skulpturen u. a.). Er bezeichnet die vom Künstler gewählten Farbtöne, die für die Darstellung nackter menschlicher Körperpartien, also heller Haut, verwendet werden.
Gemischt wird das Inkarnat aus den Farben Rot und Weiß sowie weiteren passenden Tönen: Ocker, Siena und andere Brauntöne, mitunter werden auch Blau oder Grün verwendet. Da die Haut nicht überall die gleiche Farbe hat (zum Beispiel Gesicht, Hände, Füße, Ellbogen, Knie), und auch das auf jede Stelle des Körpers anders einfallende Licht einen erheblichen Einfluss auf die Hautfarbe hat, kann nicht einfach ein einziger Farbton für alle Hautpartien gemischt werden. Gutes Inkarnat kann man daran erkennen, dass die verschiedenen Körperpartien je ihre eigene Farbe haben.
In der Fassmalerei hat sich mit der Entwicklung der Holzbildhauerei der Karnatmaler als eigener Berufszweig ausgebildet. Bis in die Spätbarockzeit spezialisierten sich Karnatmaler darauf, die unbedeckten Körperteile von Skulpturen zu bemalen. In der Hierarchie dieser Handwerkszunft gehörten Karnatmaler zu den am besten bezahlten Spezialisten.
Auch in der Archäologie wird bei der Beschreibung der Körperoberfläche, besonders der Gesichtszüge von Porträts, der Begriff Inkarnat verwendet.

## Beispiele
Je nach Kunstepoche, Stil, Künstler und Werk kann das Inkarnat sehr unterschiedlich aussehen.

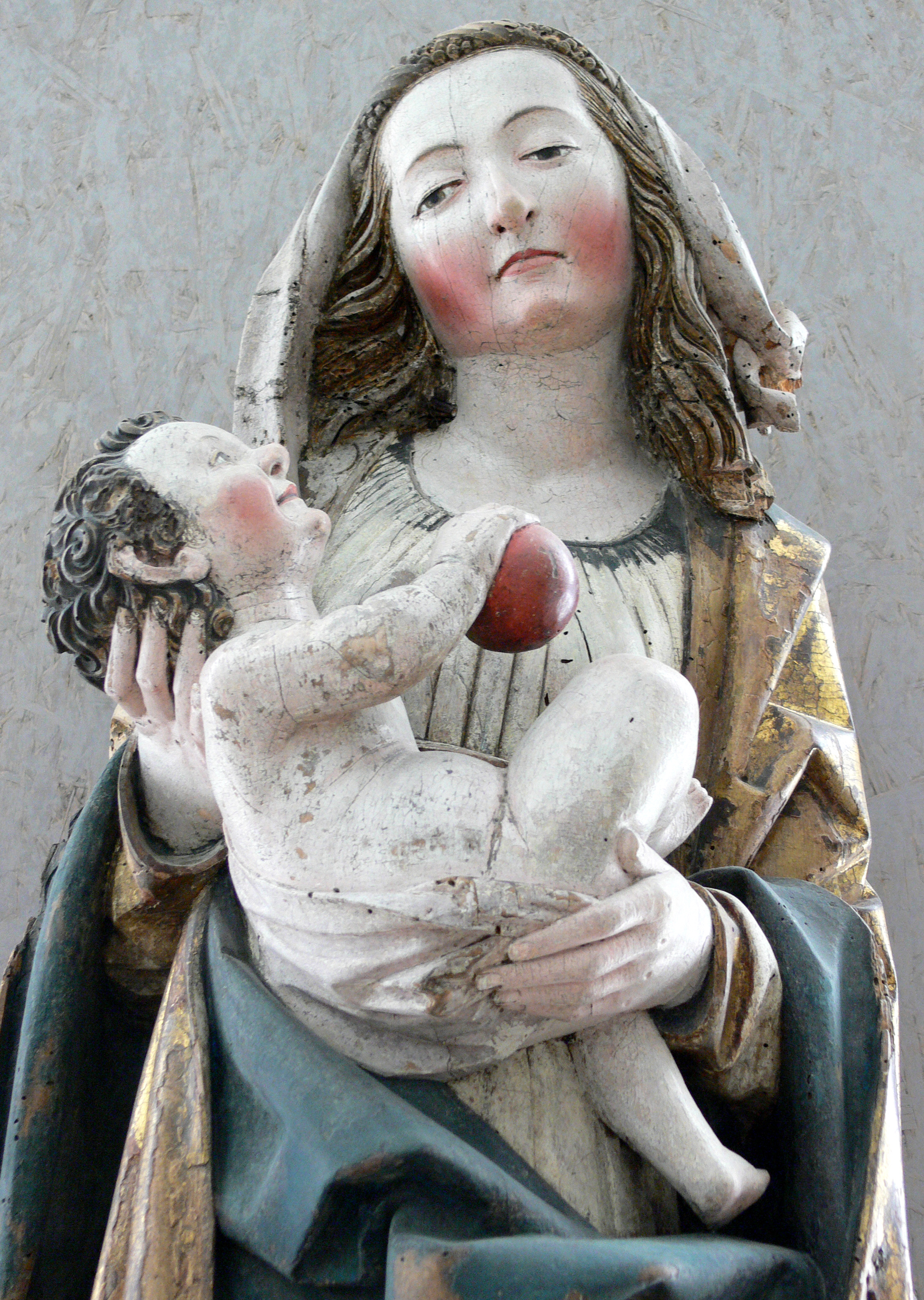
Madonna mit Kind aus Horgenzell-Ringgenweiler (Detail). Lindenholz mit alter Fassung, ursprünglich holzsichtig, Oberschwaben um 1500
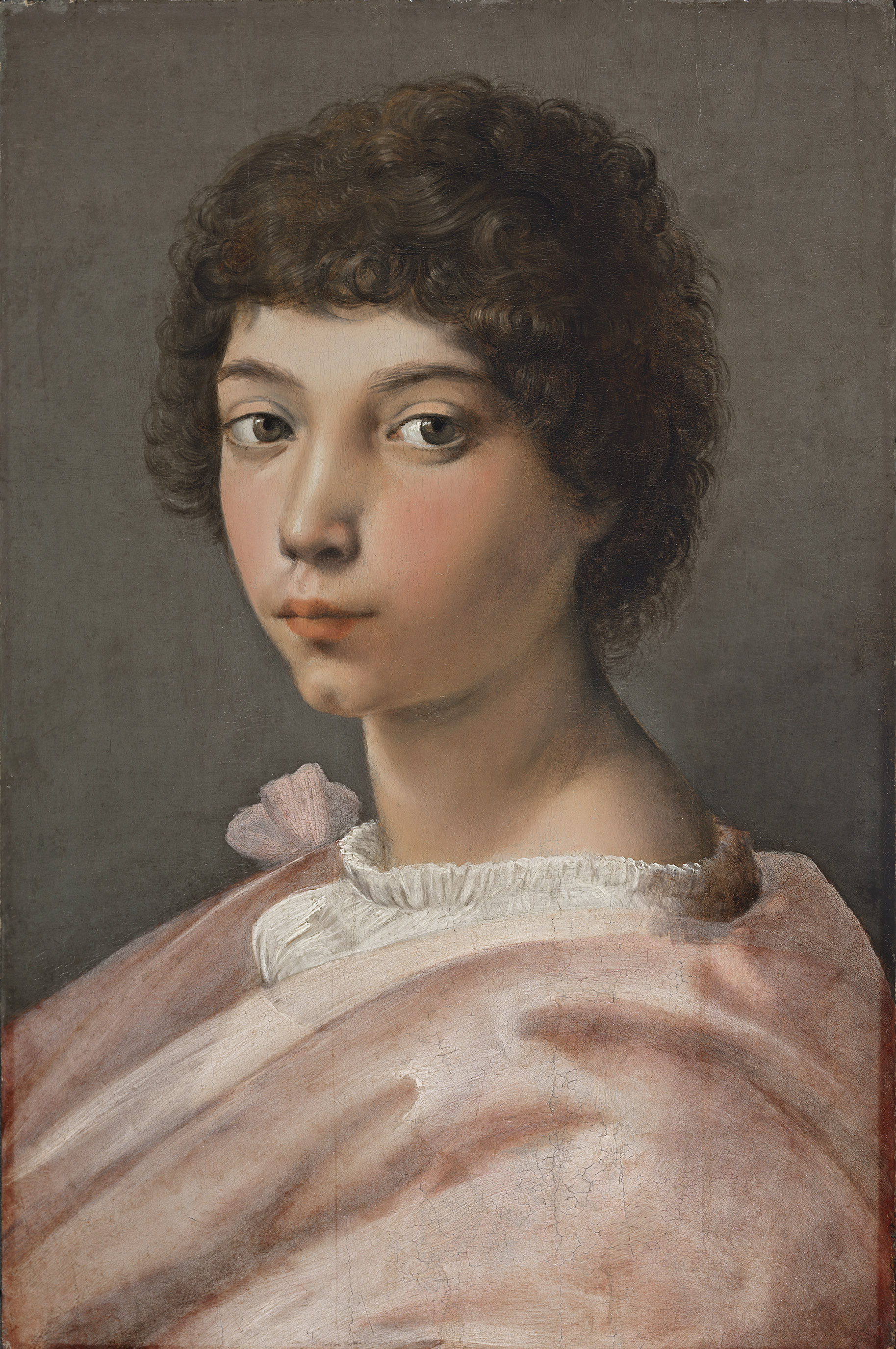
Raffael, Porträt eines Knaben (um 1515)
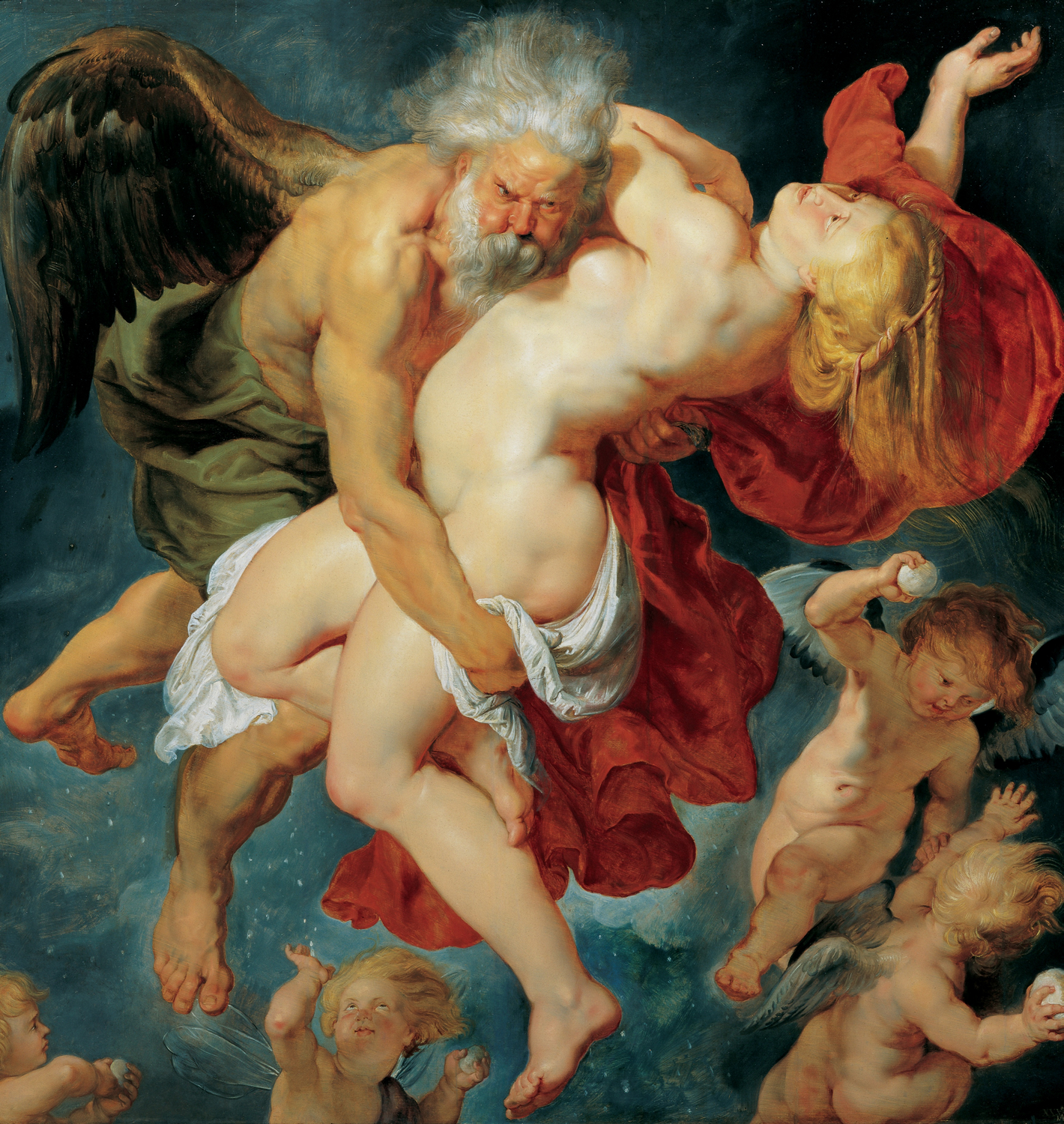
Peter Paul Rubens, Boreas entführt Oreithya (um 1620)
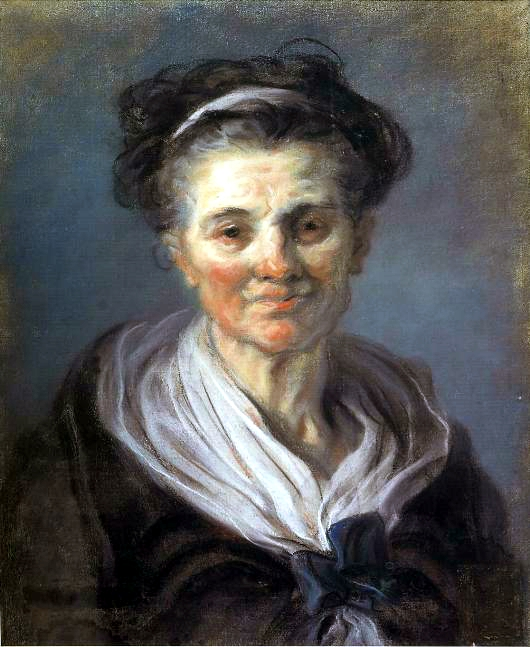
Jean-Honoré Fragonard, Porträt einer alten Dame (18. Jh.)
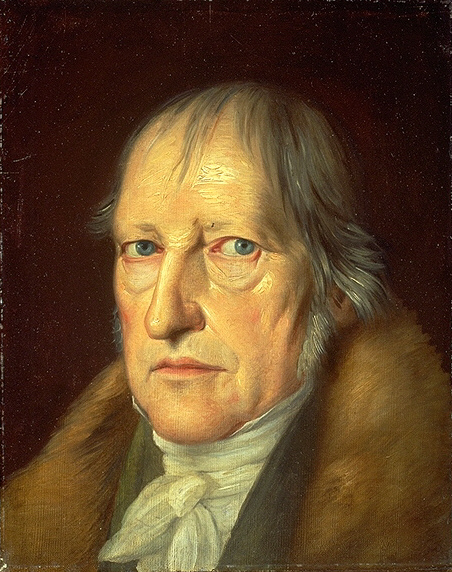
Porträt Hegels von Jakob Schlesinger (1831)
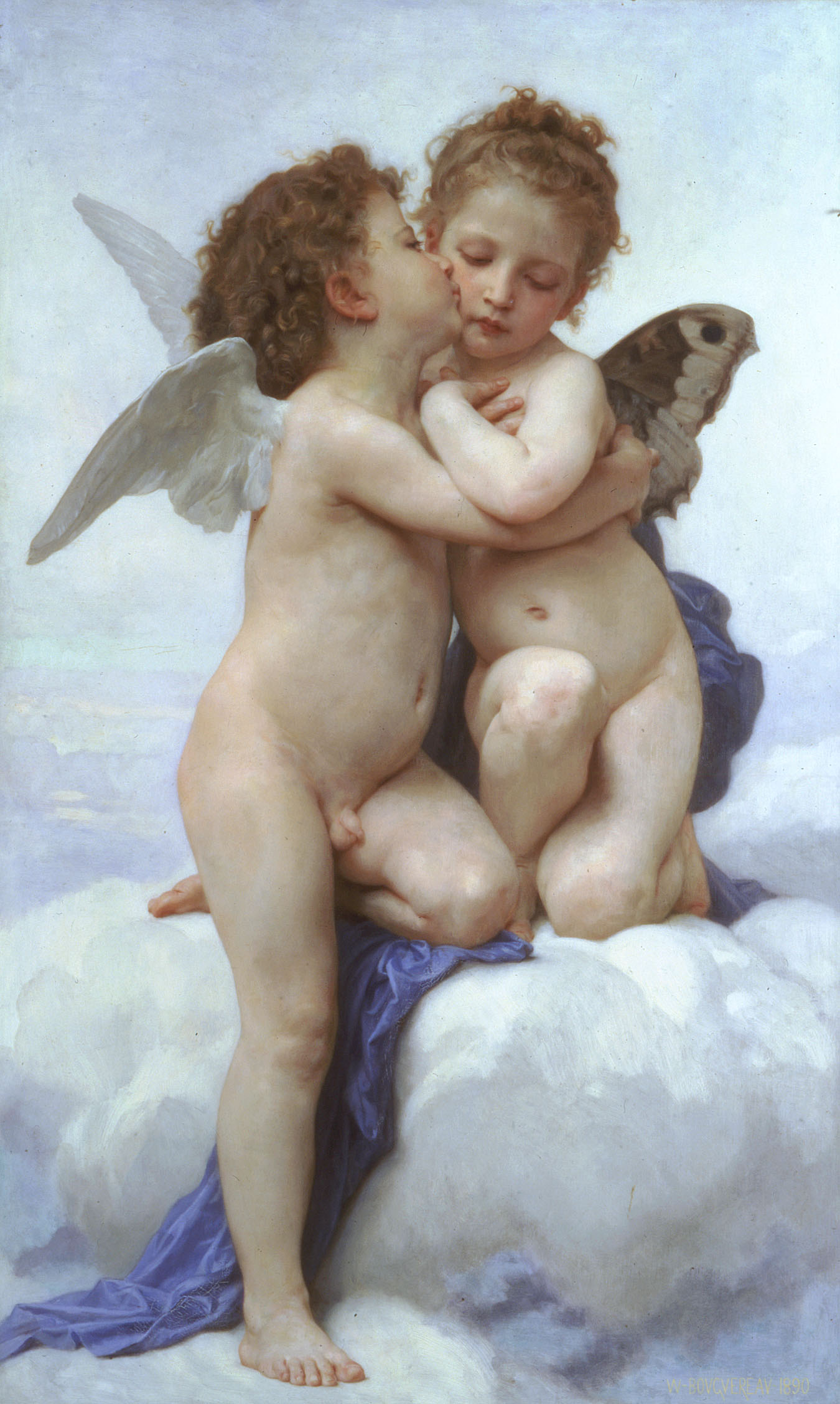
William Adolphe Bouguereau: L’Amour et Psyché, enfants (1890)
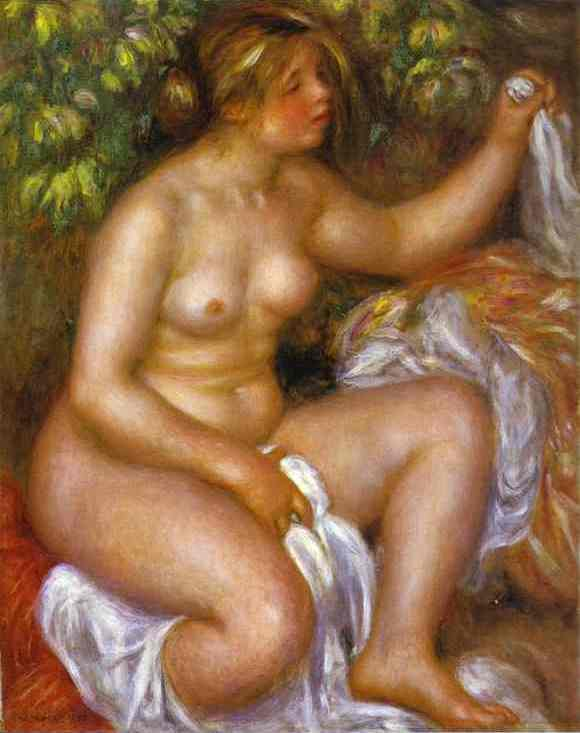
Pierre-Auguste Renoir, Nach dem Bade (1910)
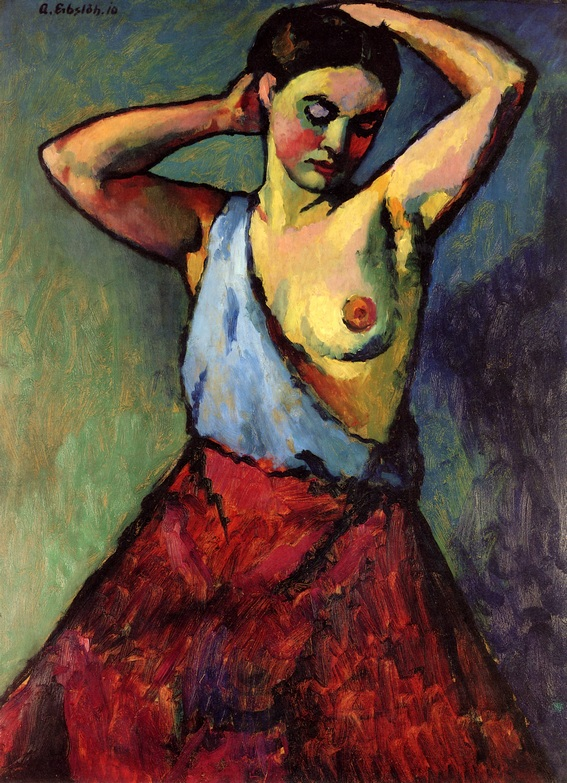
Adolf Erbslöh: Mädchen mit rotem Rock (1910)

## Wappenkunde
In der Wappenkunde ist Fleischfarbe eine der heraldischen Tinkturen. Wappen mit fleischfarbenen gemeinen Figuren werden oft als „in natürlichen Farben“ blasoniert.